# Rieskasaaret
Rieskasaaret är en ö i Finland. Den ligger i sjön Pihlajavesi och i kommunen Nyslott i  landskapet Södra Savolax, i den sydöstra delen av landet, 280 km nordost om huvudstaden Helsingfors. Öns area är 6 hektar och dess största längd är 470 meter i sydöst-nordvästlig riktning.  Notera att namnet antyder att det är fråga om flera öar.